# Pseudometachilo subfaunellus
Pseudometachilo subfaunellus là một loài bướm đêm trong họ Crambidae.